# تامپسونویل (کنتیکت)
تامپسونویل (به انگلیسی: Thompsonville) یک منطقهٔ مسکونی در ایالات متحده آمریکا است که در کنتیکت واقع شده‌است. تامپسونویل ۶٫۰۶ کیلومتر مربع مساحت و ۸٬۵۷۷ نفر جمعیت دارد و ۳۵٫۰۵ متر بالاتر از سطح دریا واقع شده‌است.